# 沖わか子
沖 わか子（おき わかこ、1952年6月23日 - ）は、日本の元女優。本名は高梨 和嘉子（たかなし わかこ）。
東京都芝新橋出身。1971年当時は日本大学芸術学部に在籍していた。

## 来歴・人物
父を早くに亡くし、母は新橋で割烹料理屋を営んでいた。フェリス女学院高等部在学中に「劇団メイフラワー」に入団。1970年、テレビドラマ『紅い稲妻』のヒロイン・松村奈美役で女優としてデビュー。「沖わか子」の芸名は本作の音楽担当である渡辺岳夫（「大塩潤」名義で参加）が、『紅い稲妻』の舞台である沖縄から命名した。
1971年、『仮面ライダー』第14話よりユリ役でレギュラー出演。現場では明るい性格でスタッフからの評判も良かったこともあり、最終回まで出演することとなった。東映プロデューサーの阿部征司は特に降板させる理由がなかったと述べている。
1973年、高梨 わかこに改名。複数の資料では同年10月より放送開始の『ご存知遠山の金さん』からとされているが、同年の8月に放送された『まごころ』第19話では高梨 わか子名義で出演している。

## 人物・エピソード
日本舞踊・三味線・長唄などを得意とする。
『紅い稲妻』では空手の達人という役柄であった為、國學院大學空手部に1ヶ月通い、型を覚えた。『仮面ライダー』への出演は、この時の空手の経験を見込まれての起用であった。

## 出演

### テレビ
- 紅い稲妻（1970年、CX） - 主演・松村奈美
- 仮面ライダー 第14話「魔人サボテグロンの襲来」 - 第98話「ゲルショッカー全滅！首領の最後!!」（1971年 - 1973年、MBS） - ユリ
- ありがとう 第2シリーズ（1972年 - 1973年、TBS） - 看護婦・高野順子
- 飛び出せ!青春 第22話「飛び込もう青春の海へ!」（1972年、NTV） - 奈美江
- 東芝日曜劇場 / 初蕾（1973年、TBS）
- どっこい大作（1973年、NET）
  - 第9話「頭の上のハエをたたけ!!」 - さわ子
  - 第33話「殺し屋にパンを投げろ!!」 - 女官
- まごころ 第19話（1973年、TBS） - セツコ
- ご存知遠山の金さん （1973年 - 1974年、NET） - 瓦版屋・お町 ※市川段四郎版

### 映画
- 仮面ライダー対ショッカー（1972年、東映） - ユリ
- 仮面ライダー対じごく大使（1972年、東映） - ユリ
- 湯けむり110番 いるかの大将（1972年、東宝） - 松本礼子